# Didier Claeys
Didier Claeys est un patineur de vitesse sur piste courte belge.

## Biographie
Il participe aux épreuves de patinage de vitesse sur piste courte aux Jeux olympiques de 1988.